# Кутура (Козенца)
Кутура је насеље у Италији у округу Козенца, региону Калабрија.
Према процени из 2011. у насељу је живело 156 становника. Насеље се налази на надморској висини од 589 м.